# تي أم سي
مؤسسة الإعلام التركية ، والمعروفة أيضًا باسم تي أم سي ، هي شركة تركية تأسست في إسطنبول عام 1993، ومجال نشاطها الرئيسي هو الموسيقى والأفلام الروائية وإنتاج المسلسلات التلفزيونية. 
بدأت تي أم سي أنشطتها أولاً ببيع الإنتاجات المحلية الموجودة في أرشيفها إلى القنوات التلفزيونية، ثم بدأت بعرض الأفلام الأجنبية التي حصلت على حقوق عرضها التركية في دور السينما والتلفزيون، وبدأت أيضًا في بيع هذه الأفلام بتنسيقات VCD وDVD .
بدأت أنشطتها في مجال الإنتاج الموسيقي في عام 1998، وإلى جانب الإنتاج الموسيقي، أنشأت قسمًا إداريًا حيث يتم تنظيم الحفلات الموسيقية لفنانيها. بدأ بإنتاج الأفلام عام 2000، وإنتاج المسلسلات للقنوات التلفزيونية عام 2001.
وهو أيضًا مالك سينما سينيبول، وهو مجمع سينمائي يضم 7 قاعات و750 مقعدًا، ويقع في إسطنبول.
وهي تدعم الأنشطة كشركة إنتاج موسيقي من خلال إنشاء اسم جديد في عام 2019 تحت اسم مايبروم.